# Franz Bombach

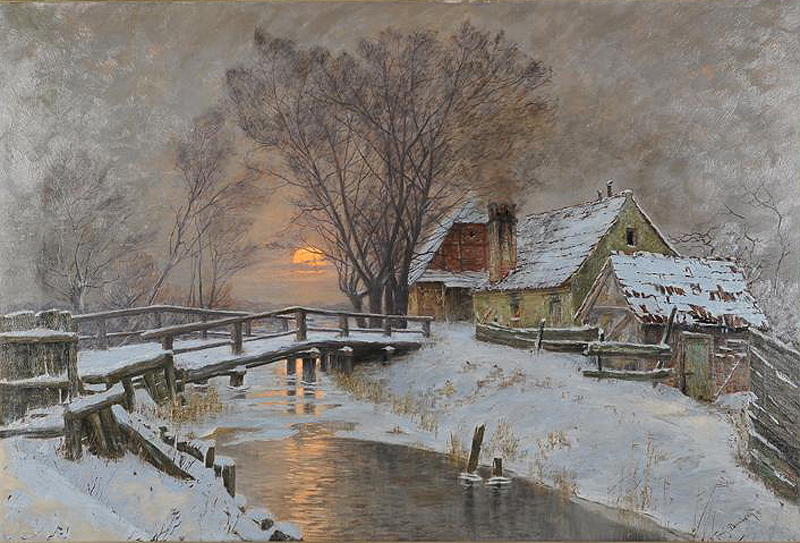
Vollmond

Franz Bombach (* 30. August 1857 in Berlin; † 22. April 1922 ebenda) war ein deutscher Landschaftsmaler.
Bombach studierte von 1877 bis 1879 an der Preußischen Kunstakademie Berlin bei Hermann Eschke und  Christian Wilberg. Nach dem Studium blieb er in Berlin als Landschaftsmaler tätig. Er malte Stimmungsbilder aus der Umgebung Berlins und der Mark Brandenburg, besuchte auch den Harz, Thüringen und das Riesengebirge. Er besuchte  in den Jahren 1893 und 1898 die Insel Rügen. Er stellte seine Werke auf der Großen Berliner Kunstausstellung, Berliner Akademie-Ausstellung, im Münchner Glaspalast und in Düsseldorf aus.

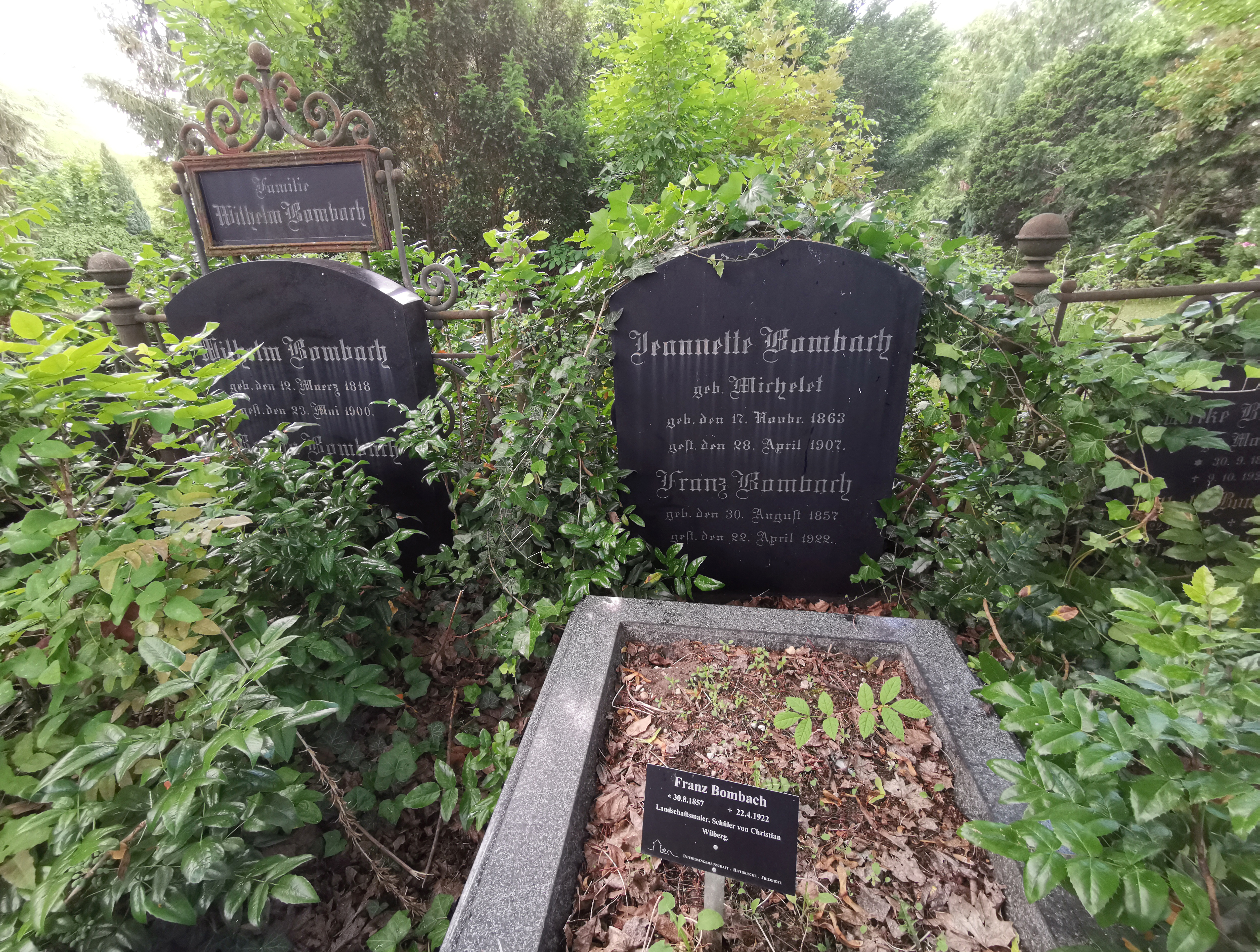
Familiengrab auf dem Friedhof III der Jerusalems- und Neuen Kirche

Beigesetzt wurde er auf dem Friedhof III der Jerusalems- und Neuen Kirche in Berlin-Kreuzberg (Feld 1/2).